# پنیسیلیک اسید
پنیسیلیک اسید (به انگلیسی: Penicillic acid) با فرمول شیمیایی C۷H۸O۳ یک ترکیب شیمیایی با شناسه پاب‌کم ۱۲۶۸۱۱۱ است. که جرم مولی آن ۱۷۰٫۱۶ g/mol می‌باشد. 